# Johan Pietersz. Schoeff

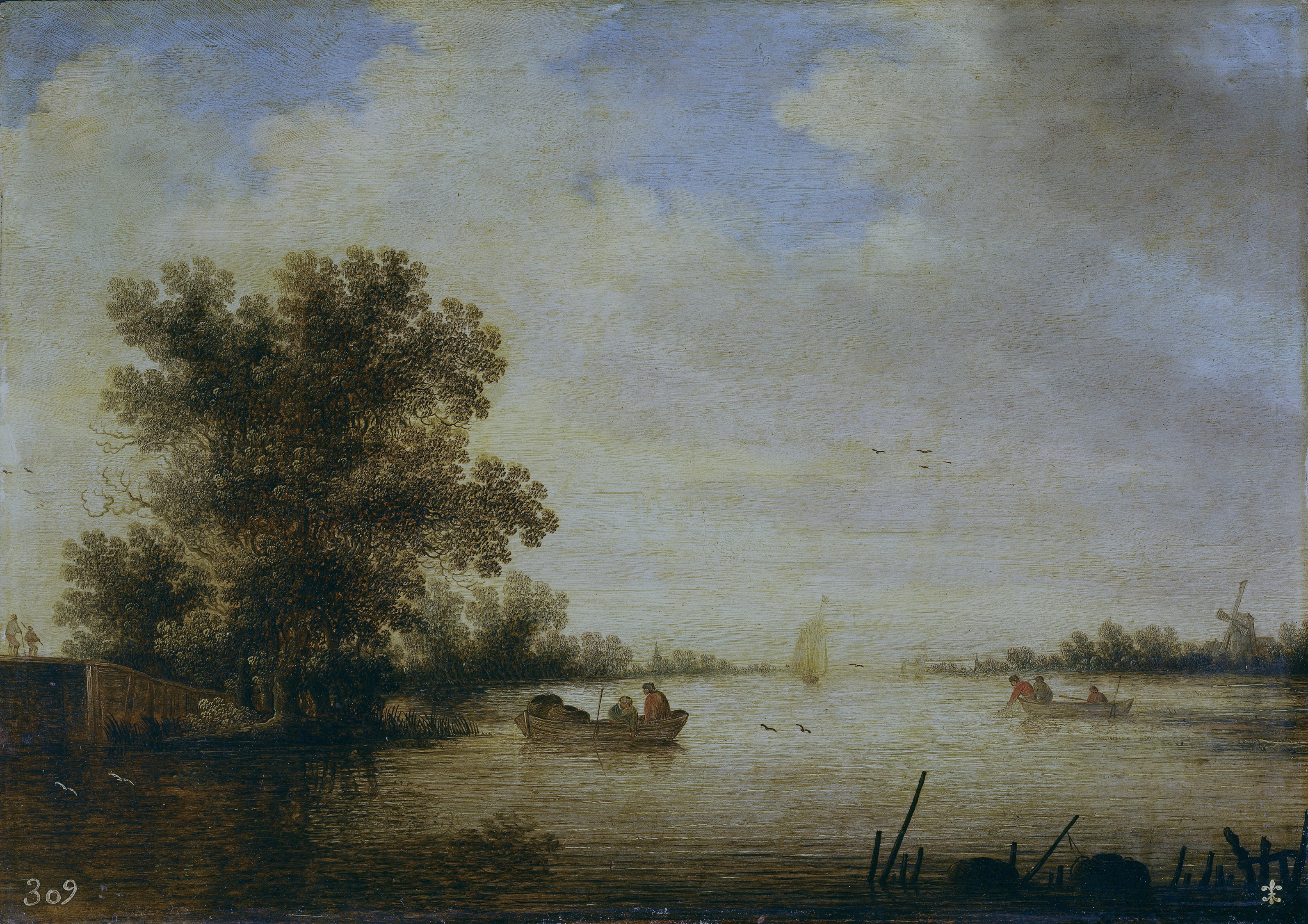
Paisaje fluvial, óleo sobre tabla, 49 x 70 cm, Madrid, Museo del Prado.

Johan Pietersz. Schoeff (Amberes, ca. 1609 – Bergen op Zoom, después de 1666), fue un pintor barroco de los Países Bajos, especializado en la pintura de paisaje.
Hijo de un joyero y comerciante de arte, nació probablemente en Amberes donde en 1622 aparece registrado como aprendiz en el gremio de San Lucas un Johannes Schoof que podría ser identificado con Schoeff. Antes de 1639 padre e hijo se habían trasladado a La Haya donde contrajo matrimonio declarándose de treinta años de edad. En La Haya fue vecino de Jan van Goyen en Bierkade. En febrero de 1659 se le documenta en Bergen op Zoom donde se le registra por última vez en 1666.
Aunque el nombre de su maestro en Amberes no aparece registrado, en sus paisajes se advierte influencias de Lucas van Uden, especialmente en los que adoptan un punto de vista más amplio, casi panorámico, y en la tonalidad brumosa, casi monocroma, de algunas de sus obras, lo que sitúa a Schoeff en el punto de confluencia entre las tendencias flamencas, ajenas a Rubens, y las holandesas, representadas por Salomon van Ruysdael y Jan van Goyen, a quienes debe la inspiración para sus paisajes de agua, de los que es buen ejemplo el ejemplar conservado en el Museo del Prado.